# Onychodus
Onychodus (nombre derivado del griego que significa "diente garra") es un género extinto de pez de aletas lobuladas que vivió durante el período Devónico (entre las épocas del Eifeliense al Fameniano) hace unos 374 a 397 millones de años). Es uno de los miembros mejor conocidos del grupo de los peces onicodontiformes. Fragmentos de sus huesos fósiles fueron descubiertos inicialmente en 1857, en Norteamérica, y fueron descritos por John Strong Newberry. Otras especies han sido halladas en Australia, Inglaterra, Noruega y Alemania, indicando que tuvieron un rango geográfico muy extenso.

## Características

Tamaño comparativo de 2 distintos ejemplares con un humano.

Onychodus medía entre 2 a 4 metros de longitud y era un animal pelágico. Como otros onicodontiformes, tenía un par de dientes con espirales (espirales dentales parasinfisiales) y tenía dientes similares a colmillos.
Los especímenes mejor preservados de Onychodus han sido hallados en la Formación Gogo en Australia Occidental, lo cual le ha dado a los paleontólogos más información sobre la estructura de este pez. Otras especies de Onychodus son solo conocidas de material más limitado, como colmillos aislados, dientes y escamas.

## Descripción

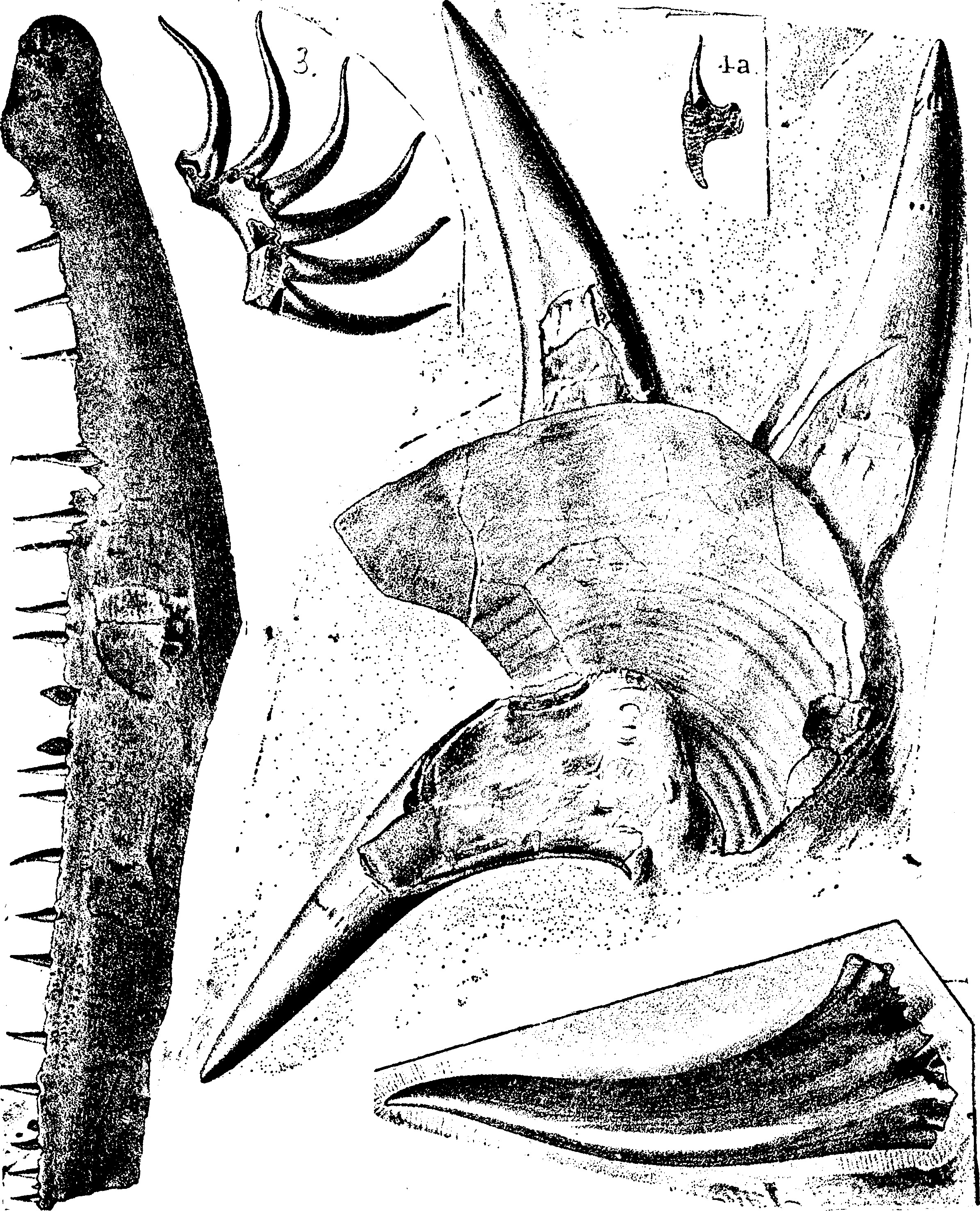
Mandíbula inferior y dientes de O. sigmoides.

El rasgo más característico es un par de colmillos retráctiles, espirales comprimidos lateralmente en la parte delantera de la mandíbula inferior. Estos no estaban unidos a cualquier otro hueso, sino que encajaban en un par de cavidades profundas en el paladar y eran libres de moverse. La mandíbula inferior se conecta con la mandíbula superior de una manera que hizo que el colmillo espiralado se extendía como una daga cuando la cabeza se elevaba. La mandíbula superior, que contiene 30 dientes que disminuyen de tamaño hacia la parte posterior, están bien conservados en muchos individuos. Los juveniles tienen seis colmillos, mientras que los adultos tienen tres.
Un espécimen relativamente completo de Onychodus de Australia Occidental muestra que su longitud era de 47 cm de largo, siendo la cabeza de 10 cm de longitud con colmillos de 1,2 cm de largo. Este espécimen es sólo aproximadamente la mitad del tamaño de los individuos más grandes, ya que se han encontrado cráneos que llegan a medir 19 cm de longitud. Sin embargo, se ha encontrado un colmillo solitario de 4 cm de largo, mostrando que este espécimen pertenecía a un individuo incluso más grande. La evidencia encontrada del cuerpo revela que una sección transversal de este pez habría sido de forma oval. A los lados del cuerpo, Onychodus tenía una serie de poros que proporcionan un sistema sensorial que permitía a estos peces localizar la presa y posicionarse en espacios estrechos. La aleta de la cola es casi simétrica alrededor de la columna vertebral. Se redondea levemente y habría sido muy flexible con una amplia extensión para producir el movimiento hacia adelante. Una larga aleta se extiende posteriormente, a lo largo de la mitad de la aleta de la cola, formando la segunda aleta dorsal. La evidencia de la primera aleta dorsal es incompleta, pero los científicos creen que un elemento fósil encontrado fue el apoyo de la aleta. Ventralmente, la gran aleta anal se extendía hacia atrás por debajo de la parte anterior de la aleta caudal. Se han encontrado también las escamas anteriores que se disponen superpuestas, siendo las más pequeñas de sólo 5 mm de diámetro, y las mayores de 22 mm.

## Clasificación y sistemática

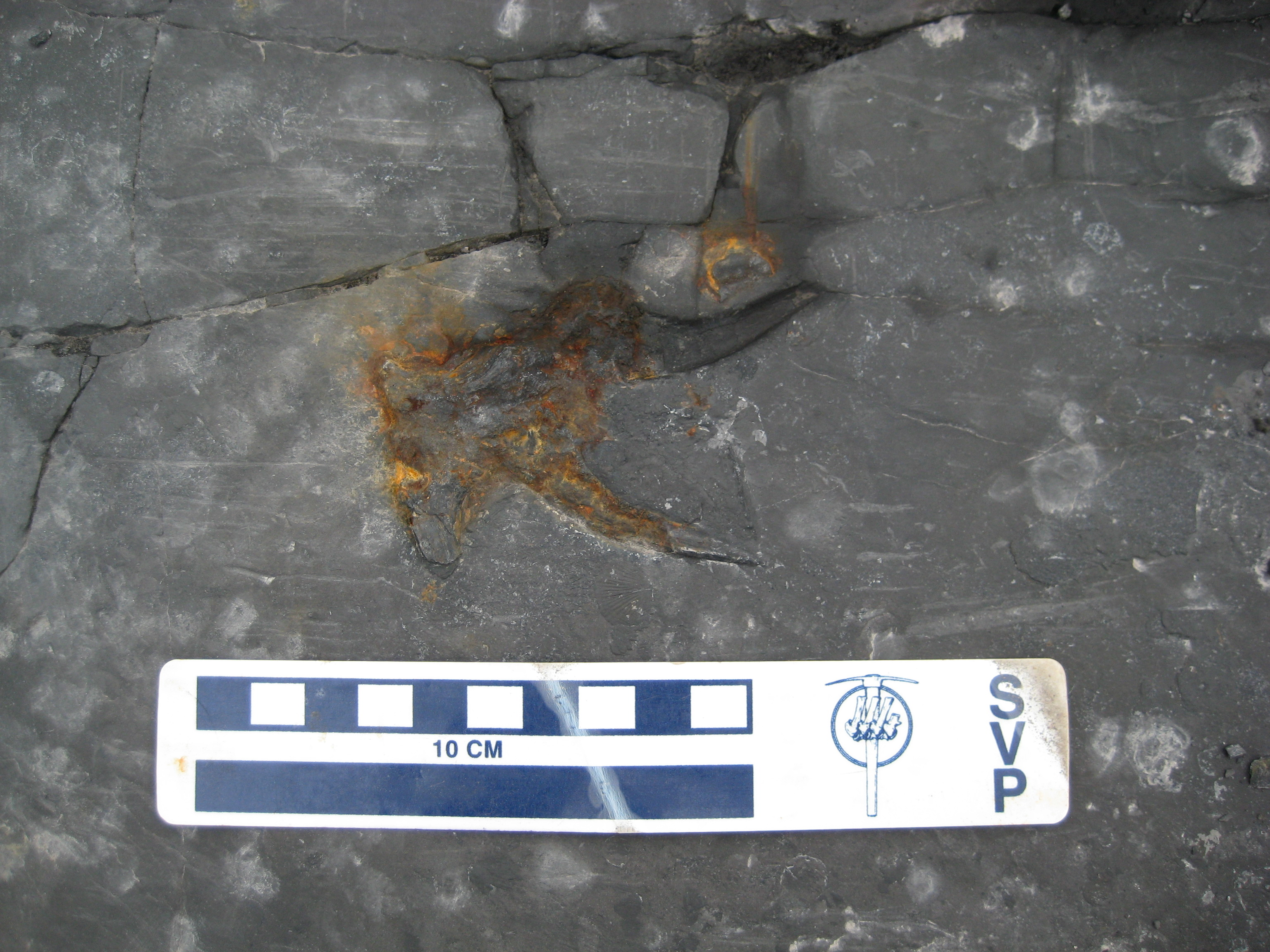
Dientes fósiles delanteros en forma de espiral de un deOnychodus.

Onychodus es el género tipo del orden Onychodontida y la familia Onychodontidae a los cuales pertenece. El nombre de la familia 'Onychodontidae' fue creado para Onychodus por el paleontólogo británico Arthur Smith Woodward en 1891. El grupo de los onicodontiformes, descrito en 1973 por la difunta dra. Mahala Andrews, fue caracterizado por un cráneo altamente cinético y sus dientes en forma de colmillo.
El paleontólogo John A. Long sugirió que había una relación filogenética cercana entre Onychodus y el pez basal de aletas lobuladas Psarolepis de China. Se considera generalmente que Onychodus y Psarolepis son ambos peces óseos primitivos, debido a la ausencia de rasgos característicos que unan a los celacantos, dipnoos y a los peces similares a los tetrápodos. La posición de Onychodus y Psarolepis en el cladograma está por fuera del clado principal de los sarcopterigios (peces de aletas lobuladas), pero en una posición más avanzada que la de los actinopterigios (peces de aletas radiadas).